# Schänzlespitze
La Schänzlespitze est une montagne culminant à 2 052 m d'altitude dans les Alpes d'Allgäu.

## Toponymie
La montagne est mentionnée pour la première fois en 1819 sous le nom de Schänzlespitz. Le nom vient de la forme de la montagne, en sconce.

## Géographie
La Schänzlespitze se situe dans le chaînon du Rauhhorn entre le Lahnerkopf au nord-est et le Schänzlekopf au sud-ouest.

## Ascension
Aucun sentier balisé ne mène au sommet de la Schänzlespitze. Il peut être atteint sans difficulté à partir du Jubiläumsweg.